# Фишер, Эдвин
Э́двин Фи́шер (нем. Edwin Fischer, 6 октября 1886[…], Базель — 24 января 1960, Цюрих) — швейцарский пианист и дирижёр классического репертуара, преподаватель фортепианной игры. Широко почитается как один из величайших пианистов XX столетия, в особенности по части исполнения немецкой музыки, традиционно представленной именами Баха, Моцарта, Бетховена и Шуберта.

## Биография
Эдвин Фишер родился в Базеле и обучался музыке сначала на родине, а позже в Берлинской консерватории Штерна у Мартина Краузе. Слава выдающегося пианиста пришла к нему сразу после Первой мировой войны. В 1926 году он стал дирижёром Любекской музыкальной филармонии, а позже начал дирижировать в Мюнхене. В 1932 году он сформировал собственный камерный оркестр и стал одним из пионеров аутентичного исполнения барочной музыки. И хотя с точки зрения современных требований его методы вряд ли можно признать исторически точными, важен был сам замысел подобного рода, с клавикордом и т. п. (в первую очередь это касалось музыки Баха и Моцарта).
В 1932 году он возвращается в Берлин. После отъезда из нацистской Германии великого Артура Шнабеля сменил его на посту преподавателя в Высшей школе музыки. В 1942 году уехал в Швейцарию, приостановив свою деятельность в ожидании развязки Второй мировой войны. После войны возобновил выступления, наряду с этим давал мастер-классы в Люцерне, которые посещали многие впоследствии прославленные пианисты: Альфред Брендель, Пауль Бадура-Шкода, Даниэль Баренбойм и др.
Выступал также как камерный музыкант. Высокую оценку получило фортепианное трио, которое он сформировал с виолончелистом Энрико Майнарди и скрипачом Георгом Куленкампфом (когда тот умер, его заменил Вольфганг Шнайдерхан).
Опубликовал множество учебников и пособий, в том числе о фортепианных сонатах Бетховена. Оставил множество записей, среди которых — первая полная запись «Хорошо темперированного клавира» И. С. Баха, сделанная в 1933—1936 гг. для EMI.